# Nazionale maschile di pallanuoto di Singapore
La nazionale di pallanuoto maschile di Singapore è la rappresentativa maschile di Singapore nelle competizioni internazionali maschili di pallanuoto. La federazione a cui fa capo è la Singapore Swimming Federation.
Ha partecipato ad un'Olimpiade e un mondiale ed ha conquistato una volta la medaglia d'oro ai Giochi asiatici, manifestazione in cui ha raccolto numerosi podi.

## Risultati
Olimpiadi
- 1956: 10º posto

Mondiali
- 2025 15º

Giochi asiatici
- 1951  Argento
- 1954  Oro
- 1958  Argento
- 1962  Bronzo
- 1966  Argento
- 1970 5º
- 1974 4º
- 1978  Bronzo
- 1982 4º
- 1986  Bronzo
- 1990 4º
- 1998 8º
- 2002 6º
- 2010 6º

## Formazioni
Giochi olimpici - Melbourne 1956Lim • Thio • Chee • Yeo • Gan • W. Wolters • Tan Eng Bock • S. Wolters • Oh • Lim • Tan Eng Liang, CT: -
- Giochi asiatici - Canton 2010 - 6º posto:

Sin Chao Nigel Tay, Chuan Yu Foo, Li-Ming Ng, Zhi Zhi Loh, Weisheng Kelvin Ong, Diyan Lin, Diyang Lin, Nan Luo, Song Loo Ang, Jwee Ann Paul Louis Tan, Zhen Wei Theo, Yaoxiang Lim e Hock Yen Alvin Poh.